# Нийтсику
Ни́йтсику (эст. Niitsiku), на местном диалекте Ни́йдсику (эст. Niidsiku) — деревня в волости Сетомаа уезда Вырумаа, Эстония.
До административной реформы местных самоуправлений Эстонии 2017 года входила в состав волости Микитамяэ уезда Пылвамаа.

## География и описание
Расположена в 29 км к северо-востоку от уездного и волостного центра — города Выру, в 12 км от эстонско-российской границы. На востоке граничит с рекой Мядайыги и природоохранной зоной Мядайыэ, её южную границу обозначает ручей Ребасмяэ, отделяющий её от деревни Ребасмяэ. Высота над уровнем моря — 59 метров.
Климат переходный от морского к континентальному. Официальный язык — эстонский. Почтовый индекс — 64319.

## Население
По данным переписи населения 2021 года, в Нийтсику насчитывалось 29 жителей (16 мужчин и 13 женщин), из них 28 (96,6 %) — эстонцы; численность детей в возрасте до 17 лет составила 8 человек, число лиц пенсионного возраста (65 лет и старше) — также 8 человек.
По данным переписи населения 2011 года, в деревне проживали 22 человека, из них 21 человек — эстонцы (сету в перечне национальностей выделены не были).
Численность населения деревни Нийтсику по данным переписей населения:
| Год  | 1959 | 1970 | 1979 | 1989 | 2000 | 2011 | 2021 |
| ---- | ---- | ---- | ---- | ---- | ---- | ---- | ---- |
| Чел. | 42   | ↘ 32 | ↗ 57 | ↘ 49 | ↘ 32 | ↘ 22 | ↗ 29 |

## История
В источниках 1798 года упоминается Nidsiko, 1805 года — Nitziko. Деревня принадлежала мызе Кахкова (нем. Kachkowa, Кахква, эст. Kahkva mõis). В 1601 году впервые упоминается мельница Нийтсику, которую в XVII веке называли мельницей Кахква, в частности, в 1627 году — Kochoffa.
На военно-топографических картах Российской империи (1846—1866 годы), в состав которой входила Лифляндская губерния, деревня обозначена как Нейзико.
В 1977 году, в период кампании по укрупнению деревень, с Нийтсику была объединена деревня Сикамяэ (эст. Sikamäe).